# Magomied Ramazanow
Magomied Eldarowicz Ramazanow (ros. Магомед Эльдарович Рамазанов; ur. 22 maja 1993) – rosyjski, a od 2024 roku bułgarski zapaśnik walczący w stylu wolnym. Mistrz olimpijski z Paryża. Mistrz Europy w 2025 i drugi w 2020 roku.
Triumfator wojskowych MŚ w 2018. Pierwszy w Pucharze Świata w 2019. Trzeci na mistrzostwach Rosji w 2019, 2020 i 2021 roku.